# 雷王
雷王是壮族师公奉祀之主神。壮人对它具有敬奉和惧畏两种心理。关于雷王的来历，民间和师公说法不同。

## 民间的说法
太古时候，雷王、蛟龙(壮语“图额”)和人类的始祖布洛陀同孕育在一个石蛋里，后来才分别成为三界中的一王。

## 师公的说法
雷王的父亲叫雷严祖(即雷祖)，母亲叫骨星，系雷州人。雷王出世之时，声势特大，惊天动地，其哭声如雄狮怒吼，连哭七天七夜，致使天昏地暗，日月无光。玉皇大帝便问：“凡问谁出世了，”各官无法回答。玉皇大帝便差邓、赵、马、关四大元帅下凡巡查，赵帅拿着木牌来到雷州，向雷王示牌禁哭，雷王不予理睬，照样啼哭；邓元帅拿着火牌来到雷州，雷王还是不予理睬；马元帅持金牌到来，雷王不理睬，啼哭不止。最后关元帅持水牌下来，刚踏到雷州之地，雷王便不哭了，安安静静地睡了。关元帅报玉帝，玉帝便把雷王招进天堂。玉帝拿来一辆铁车，叫雷王踏车，雷王把铁车踩得溜溜飞转；玉帝又拿来一面铜鼓，叫雷王击鼓，雷王把鼓敲得震天作响。玉帝见雷王威力特人，便封他为雷神，赐给他飞袍和水牌，叫他调遣四海龙王，专司召云布雨之务。还规定他，人间何时要雨，必须依时降云，不得有误。为此，雷王把青蛙派到人间，青蛙一叫，他便知道人间想要雨水，如此呼应，人问风调雨顺，五谷登丰。民间感激雷王恩德，便到处立庙以奉祀。于是各地都有雷王庙。